# Efim Naumowitsch Ruchlis
Efim Naumowitsch Ruchlis (ukrainisch Ефим Рухлис, russisch Ефим Наумович Рухлис; * 9. April 1925 in Ananjiw (Oblast Odessa); † 5. Februar 2006 in Be’er Scheva) war ein bekannter Schachkomponist von Zweizügern.

## Leben
Ruchlis war ein führender Eisenbahningenieur. Im Zweiten Weltkrieg zog seine Familie nach Usbekistan. 1990 siedelte er nach Israel um, wo er mit zwei Töchtern in Petach-Tivka und Beer-Sheva lebte. Er litt in den letzten Jahren an der Alzheimer-Krankheit. Ruchlis hinterließ neben den beiden Töchtern vier Enkel und fünf Urenkel.

## Schachkomposition
Seit 1937 publizierte er 170 Schachaufgaben, vorwiegend Zweizüger. Auf Turnieren wurden ihm 125 Auszeichnungen verliehen, darunter 60 Preise, davon 30 erste Preise. Seine besten Kompositionen zeichnen sich durch die Tiefe des Gedankens, hohe Technik und Meisterschaft aus.
1956 wurde Ruchlis Internationaler Schiedsrichter für Schachkomposition und 1961 Meister des Sports der UdSSR. Er ist Erfinder eines nach ihm benannten Zweizügerthemas, dessen unten gezeigtes Stammproblem 1946 erschien.
|   | a | b | c | d | e | f | g | h |   |
| 8 |   |   |   |   |   |   |   |   | 8 |
| 7 |   |   |   |   |   |   |   |   | 7 |
| 6 |   |   |   |   |   |   |   |   | 6 |
| 5 |   |   |   |   |   |   |   |   | 5 |
| 4 |   |   |   |   |   |   |   |   | 4 |
| 3 |   |   |   |   |   |   |   |   | 3 |
| 2 |   |   |   |   |   |   |   |   | 2 |
| 1 |   |   |   |   |   |   |   |   | 1 |
|   | a | b | c | d | e | f | g | h |   |

Satzspiel:

1. … Lh8–d4 2. Dg6–e4 matt

1. … Ta4–d4 2. Sa2–c3 matt

Lösung:

1. d3–d4! droht 2. Sd7–b6 matt

1. … Lh8xd4 2. Sd7–f6 matt

1. … Ta4xd4 2. Sa2–b4 matt

1. … Th3–d3 2. Dg6–e4 matt

1. … Lb1–d3 2. Sa2–c3 matt

Ruchlis-Thema: In einem Zweizüger folgen auf die mindestens zwei Satzverteidigungen genau so viele neue Matts, während die Satzmatts bei neuen Verteidigungen erfolgen. Die thematischen Verteidigungen sind hier 1. … Ld4 und 1. … Td4, darauf gibt es jeweils Mattwechsel (Satz: 2. De4/Sc3, Lösung: 2. Sf6/Sb4). Die thematischen Mattzüge 2. De4 und 2. Sc3 wiederum folgen in der Lösung auf geänderte schwarze Verteidigungen bzw. Paraden (Paradenwechsel, Satz: 1. … Ld4/Td4, Lösung: 1. … Td3/Ld3). Ein Ruchlis umfasst also immer wenigstens zwei Matt- und zwei Paradenwechsel.
Es wurden bis 2009 insgesamt mindestens 321 Aufgaben mit dem idealen Ruchlis-Thema konstruiert.